# 27974 Drejsl
27974 Drejsl è un asteroide della fascia principale. Scoperto nel 1997, presenta un'orbita caratterizzata da un semiasse maggiore pari a 2,6296503 UA e da un'eccentricità di 0,1120567, inclinata di 14,29648° rispetto all'eclittica.